# Baliguian
Baliguian là một đô thị cấp ba ở tỉnh Zamboanga del Norte, Philippines. Theo điều tra dân số năm 2000, đô thị này có dân số 15.631 người trong 2.771 hộ.

## Các đơn vị hành chính
Baliguian, về mặt hành chính, được chia thành 17 khu phố (barangay).
| - Alegria - Diangas - Diculom - Guimotan - Kauswagan - Kilalaban - Linay - Lumay - Malinao | - Mamad - Mamawan - Milidan - Nonoyan - Poblacion - San Jose - Tamao - Tan-awan |